# 주몽군
주몽군(일본어: 駐蒙軍 추몽군[*])은 지금의 내몽골 자치구 허베이성 장자커우시에 본부를 두었던 일본 제국 육군의 주둔군이다. 통칭호는 "일본어: 戊 보[*]".

## 역사

### 내몽골 경비
1937년 12월 27일, 주몽병단으로 창설되어 화베이에 있는 몽강연합자치정부의 몽고군을 보조하고 훈련하는 임무를 받았다.
1938년 7월 4일에 주몽군으로 군급 부대로 재편성되면서, 북지나 방면군에 전속되었다.
1939년, 기병 제1, 3, 4여단으로 편성된 기병집단이 전속하였다.
1942년 12월 1일, 기병집단이 전차 제3사단으로 재편성되고, 제4기병여단은 제12군으로 전속하였다.

### 소련의 폭풍 작전
미국의 대일본 전선 참전요청을 받아들인 소련은 극동전선군을 증강하고 1941년 4월 13일에 맺었던 소련-일본 중립 조약을 파기하고, 1945년 8월 8일에 만주국을 향해 공세를 시작하였다.
8월 20일, 포츠담 조약에 따라 중일 전쟁의 총책임자인 지나 파견군 사령관의 무장해제 정전명령에 따라 항복하라는 명령을 현실적이지 않다는 이유로 거부하고 진군하는 극동전선군을 공격하여 8월 27일까지 전투를 벌이고 베이징에서 50 km 떨어진 스서우시 난커우로 후퇴하였다. 극동전선군의 대규모 기갑강습에서 살아남은 잔존병력은 1946년 7월 27일에 전쟁포로가 되었다.

## 지휘부

### 사령관
1. 중장 하스누마 시게루; 1937년 12월 28일, 주몽병단/주몽군 사령관
2. 대장 스기야마 겐; 1939년 8월 31일
3. 중장 오카베 나오자부로; 1940년 9월 29일
4. 중장 아마카스 시게타로; 1941년 1월 20일
5. 중장 시치다 이치로; 1942년 3월 2일
6. 중장 코우즈키 요시오; 1943년 5월 28일 ~ 1944년 11월 22일
7. 중장 네모토 히로시; 1944년 11월 23일

### 참모장
1. 대령/소장 이시모토 도라조; 1937년 12월 28일 ~ 1939년 1월 13일
2. 대령 다나카 신이치; 1939년 2월 12일
3. 소장 다카하시 모스케; 1940년 8월 1일
4. 소장 기츠네무라 유지로; 1941년 10월 21일
5. 소장 야노 마사오; 1942년 12월 1일
6. 소장 나카가와 료주; 1944년 10월 26일

## 부대

### 1937년 ~ 1944년
- 제26사단; 1944년 7월, 필리핀 전역에 배치됨.
- 제118사단; 1944년 7월 ~ 1945년 4월, 제13군으로 전속.
- 전차 제3사단; 1944년 4월, 제12군으로 전속.
- 독립혼성 제2여단
- 기병집단; 1939년 ~ 1942년 12월 1일, 전차 제3사단으로 재편성.
  - 기병 제1여단; 1942년 12월 1일
  - 기병 제3여단; 1937년 10월, 배속.
  - 기병 제4여단; 1942년 12월 1일
- 고사포 제21연대
- 전신 제11연대
- 자동차 제23연대

### 종전
- 독립혼성 제2여단
- 제4독립경비대
- 자동차 제23연대
- 독립유선 제130중대
- 독립유선 제130중대
- 제166병참병원
- 제167병참병원
- 제198병참병원
- 제199병참병원

## 기록

### 계보
- 1937년 12월 27일, 駐蒙兵団→주몽병단
- 1938년 7월 4일, 駐蒙軍→주몽군

### 전투
- 만주 전략공세작전

## 같이 보기
- 일본 제국 육군의 군 목록

## 참고
- Frank, Richard B (1999). 《Downfall: The End of the Imperial Japanese Empire》 (영어). New York: Random House. ISBN 0-679-41424-X.
- Jowett, Bernard (1999). 《The Japanese Army 1931-45 (Volume 2, 1942-45)》 (영어). Osprey Publishing. ISBN 1-84176-354-3.
- Madej, Victor (1981). 《Japanese Armed Forces Order of Battle, 1937-1945》 (영어). Game Publishing Company. ASIN B000L4CYWW.
- 秦郁彦 (2005년 8월 1일). 《日本陸海軍総合事典》 (일본어) 2판. 도쿄 대학 출판회. ISBN 4130301357.
- 外山操; 森松俊夫編著 (1987). 《帝国陸軍編制総覧》 (일본어). 芙蓉書房出版.